# Modinagar
Modinagar è una suddivisione dell'India, classificata come municipal board, di 112.918 abitanti, situata nel distretto di Ghaziabad, nello stato federato dell'Uttar Pradesh.